# Zbiór przechodni
Zbiór przechodni, zbiór tranzytywny – zbiór {\displaystyle A} o tej własności, że jeżeli {\displaystyle x\in A} oraz {\displaystyle y\in x,} to {\displaystyle y\in A.} Innymi słowy, zbiór przechodni to zbiór o tej własności, że elementy jego elementów są również jego elementami. Powyższa definicja w naturalny sposób przenosi się na klasy właściwe.

## Własności
- Zbiór {\displaystyle A} jest przechodni wtedy i tylko wtedy, gdy

{\displaystyle \bigcup A\subseteq A.}
- W teorii Zermela-Fraenkla (i innych, które nie dopuszczają, by klasy właściwe były elementami zbiorów) zbiór {\displaystyle A} jest przechodni wtedy i tylko wtedy, gdy

{\displaystyle A\subseteq {\mathcal {P}}(A).}
- Zbiory przechodnie wykorzystywane są do alternatywnej definicji liczb porządkowych: każdy zbiór przechodni i liniowo uporządkowany ze względu na relację {\displaystyle \in } jest dobrze uporządkowany (por. aksjomat regularności), a zatem porządkowo izomorficzny z pewną liczbą porządkową.
- W ZF przekrój zbioru przechodniego jest zbiorem przechodnim.
- Jeżeli ZFC− ozacza teorię ZFC bez aksjomatu regularności, to istnieje model ZFC−, w którym istnieje zbiór przechodni, którego przekrój nie jest zbiorem przechodnim[1].

## Domknięcie przechodnie
Każdy zbiór zawarty jest w pewnym zbiorze przechodnim. Najmniejszy (w sensie inkluzji) zbiór przechodni, w którym zawarty jest zbiór {\displaystyle X,} nazywa się jego domknięciem przechodnim i oznacza często {\displaystyle {\mbox{tcl}}(X).} Domknięcie przechodnie można opisać jako:
{\displaystyle {\mbox{tcl}}(X)=\bigcup \{X,\bigcup X,\bigcup \bigcup X,\bigcup \bigcup \bigcup X,\bigcup \bigcup \bigcup \bigcup X,\dots \}.}